# Marquesado de San Miguel de la Vega
El marquesado de San Miguel de la Vega  es un título nobiliario español otorgado el 23 de noviembre de 1706 por el rey Felipe V a favor de Baltasar Carlos Pérez de Vivero y de la Vega, alguacil mayor de Popayán, en el Nuevo Reino de Granada (hoy, Colombia).

## Armas
«En campo de gules, tres picos de montaña de su color, con un águila, de sable, que apoya sus garras en los picos extremos.»

## Marqueses de San Miguel de la Vega
|                       | Titular                                      | Periodo               |
| Creación por Felipe V | Creación por Felipe V                        | Creación por Felipe V |
| --------------------- | -------------------------------------------- | --------------------- |
| I                     | Baltasar Carlos Pérez de Vivero y de la Vega | 1706-1729             |
| II                    | Dionisia Pérez Manrique y Camberos           | 1729-1744             |
| III                   | Pedro Tomás de Acuña y Herrera               | 1771-1800             |
| IV                    | Pedro Manuel de Quadros y Alfonso            | 1800 -                |
| V                     | Antonio de Quadros y Alfonso                 | -1808                 |
| VI                    | Antonio Quadros Romero                       | 1808-1857             |
| VII                   | José María Quadros Romero                    | 1858-1870             |
| VIII                  | Joaquina Quadros Arellano                    | 1870-1881             |
| IX                    | Torcuato Arroquia Quadros                    | 1915-1925             |
| X                     | José Arroquia e Ibarra                       | 1925-1936             |
| XI                    | María de la Concepción de Arroquia y Díaz    | 1956-2025             |
| XII                   | Luis Corella Arroquia                        | 2025-hoy              |